# Ghassan Rifai (économiste syrien)
Pour les articles homonymes, voir Ghassan Rifai.
Ghassan Rifai (en arabe : غسان الرفاعي) est un économiste syrien. Après avoir travaillé à la Banque mondiale, il fut ministre de l'Économie et du Commerce de 2001 à 2004.